# Nastro d'argento alla migliore scenografia
Il Nastro d'argento alla migliore scenografia è un riconoscimento cinematografico italiano assegnato annualmente dal Sindacato Nazionale Giornalisti Cinematografici Italiani a partire dal 1946.
Lo scenografo che ha ricevuto questo premio il maggior numero di volte (undici) è Dante Ferretti.

## Albo d'oro
I vincitori sono indicati in grassetto, a seguire gli altri candidati.

### Anni 1946-1949
- 1946: Piero Filippone - Le miserie del signor Travet
- 1947: Gastone Medin e Maurice Colanton - Eugenia Grandet
- 1948: Piero Filippone - La figlia del capitano
- 1949: non assegnato

### Anni 1950-1959
- 1950: Aldo Tomassini e Léon Barsacq - La bellezza del diavolo
- 1951: Guido Fiorini - Miracolo a Milano
- 1952: non assegnato
- 1953: non assegnato
- 1954: Pek Avolio - Cronache di poveri amanti
- 1955: Mario Chiari - Carosello napoletano
- 1956: non assegnato
- 1957: Mario Chiari - Guerra e pace
- 1958: Mario Chiari e Mario Garbuglia - Le notti bianche
- 1959: non assegnato

### Anni 1960-1969
- 1960: Mario Garbuglia - La grande guerra
- 1961: Piero Gherardi - La dolce vita
- 1962: Flavio Mogherini - La viaccia
- 1963: Luigi Scaccianoce - Senilità
- 1964: Mario Garbuglia - Il Gattopardo
- 1965: Luigi Scaccianoce - Gli indifferenti
- 1966: Piero Gherardi - Giulietta degli spiriti
- 1967: Mario Chiari - La Bibbia
- 1968: Luigi Scaccianoce - Edipo re
- 1969: Luciano Puccini - Romeo e Giulietta

### Anni 1970-1979
- 1970: Danilo Donati e Luigi Scaccianoce - Fellini Satyricon
- 1971: Giancarlo Bartolini Salimbeni - Il giardino dei Finzi Contini ex aequo Guido Josia - Metello
- 1972: Ferdinando Scarfiotti - Morte a Venezia
- 1973: Danilo Donati - Roma
- 1974: Mario Chiari - Ludwig
- 1975: Mario Garbuglia - Gruppo di famiglia in un interno
- 1976: Fiorenzo Senese - Divina creatura
- 1977: Danilo Donati - Il Casanova di Federico Fellini
- 1978: Lucia Mirisola - In nome del Papa Re ex aequo Gianni Quaranta - Gesù di Nazareth
- 1979: Luigi Scaccianoce - Dimenticare Venezia

### Anni 1980-1989
- 1980: Dante Ferretti - La città delle donne
- 1981: Fiorenzo Senese - Passione d'amore ex aequo Mario Garbuglia - La vera storia della signora delle camelie
- 1982: Lorenzo Baraldi - Il marchese del Grillo
- 1983: Gianni Quaranta - La traviata
- 1984: Dante Ferretti - E la nave va
- 1985: Carlo Simi - C'era una volta in America
- 1986: Dante Ferretti - Ginger e Fred
- 1987: Dante Ferretti - Il nome della rosa (Der Name der Rose)
- 1988: Ferdinando Scarfiotti - L'ultimo imperatore
- 1989: Danilo Donati - Francesco

### Anni 1990-1999
- 1990: Dante Ferretti - Le avventure del barone di Munchausen (The Adventures of Baron Munchausen)
- 1991: Luciano Ricceri e Paolo Biagetti - Il viaggio di Capitan Fracassa
- 1992: Ezio Frigerio - Cyrano de Bergerac
- 1993: Luciana Arrighi - Casa Howard (Howards End)
- 1994: Dante Ferretti - L'età dell'innocenza (The Age of Innocence)
- 1995: Dante Ferretti - Intervista col vampiro (Interview with the Vampire: The Vampire Chronicles)
- 1996: Giantito Burchiellaro - Sostiene Pereira ex aequo Francesco Bronzi - L'uomo delle stelle
- 1997: Dante Ferretti - Casinò (Casino)
- 1998: Danilo Donati - Marianna Ucrìa
- 1999: Francesco Frigeri - La leggenda del pianista sull'oceano

### Anni 2000-2009
- 2000: Dante Ferretti - Al di là della vita (Bringing Out the Dead) e Titus
- 2001: Luigi Marchione - Il mestiere delle armi
  - Bruno Cesari - Le fate ignoranti
  - Francesco Frigeri - Malèna
  - Giuseppe Pirrotta - I cavalieri che fecero l'impresa
  - Luciano Ricceri - Concorrenza sleale
- 2002: Andrea Crisanti - Il consiglio d'Egitto
  - Giancarlo Basili - Paz!
  - Marco Dentici - L'ora di religione
  - Paolo Petti - Luna rossa
  - Gianni Silvestri - L'inverno
- 2003: Dante Ferretti - Gangs of New York
  - Giantito Burchiellaro - Prendimi l'anima
  - Andrea Crisanti - La finestra di fronte
  - Francesco Frigeri - Il gioco di Ripley (Ripley's Game)
  - Eleonora Ponzoni - La leggenda di Al, John e Jack
- 2004: Luigi Marchione - Cantando dietro i paraventi
  - Marco Dentici - Buongiorno, notte
  - Osvaldo Desideri - Gli indesiderabili
  - Francesco Frigeri - Perdutoamor
  - Renato Lori - Scacco pazzo
- 2005: Francesco Frigeri - Non ti muovere e La passione di Cristo (The Passion of the Christ)
  - Giancarlo Basili - L'amore ritrovato
  - Marco Dentici - La vita che vorrei
  - Massimo Antonello Geleng - Il cartaio
  - Stefano Giambanco - Volevo solo dormirle addosso
- 2006: Bruno Rubeo - Il mercante di Venezia (The Merchant of Venice)
  - Paola Comencini - La bestia nel cuore e Romanzo criminale
  - Andrea Crisanti - Cuore sacro
  - Luigi Marchione - La febbre
  - Beatrice Scarpato - Il resto di niente
- 2007: Dante Ferretti - Black Dahlia (The Black Dahlia)
  - Giancarlo Basili - Il caimano
  - Paola Comencini - A casa nostra
  - Andrea Crisanti - La masseria delle allodole
  - Marco Dentici - Il regista di matrimoni
  - Luca Gobbi - La terra
- 2008: Francesco Frigeri - I Viceré e I demoni di San Pietroburgo
  - Davide Bassan - Tutta la vita davanti
  - Dante Ferretti e Francesca Lo Schiavo - Sweeney Todd - Il diabolico barbiere di Fleet Street (Sweeney Todd)
  - Luca Gobbi - Colpo d'occhio
  - Tonino Zera - Hotel Meina e Parlami d'amore
- 2009: Marco Dentici - Vincere
  - Giancarlo Basili - Sanguepazzo
  - Paola Comencini - Due partite
  - Lino Fiorito - Il divo
  - Alessandro Vannucci - Questione di cuore

### Anni 2010-2019
- 2010: Giancarlo Basili - L'uomo che verrà
  - Davide Bassan - Shadow
  - Paolo Benvenuti e Aldo Buti - Puccini e la fanciulla
  - Andrea Crisanti - Mine vaganti
  - Rita Rabassini - Happy Family
- 2011: Paola Bizzarri - Habemus Papam
  - Sabrina Balestra - Il primo incarico
  - Antonello Geleng e Marina Pinzuti Ansolini - La solitudine dei numeri primi
  - Francesco Frigeri - Amici miei - Come tutto ebbe inizio
  - Giuliano Pannuti - Una sconfinata giovinezza
- 2012: Stefania Cella - This Must Be the Place
  - Giancarlo Basili - Romanzo di una strage
  - Francesco Frigeri - L'industriale
  - Carmine Guarino - Mozzarella Stories
  - Marta Maffucci - Diaz - Don't Clean Up This Blood
- 2013: Maurizio Sabatini e Raffaella Giovannetti - La migliore offerta
  - Marco Dentici - Bella addormentata e È stato il figlio
  - Francesco Frigeri - Venuto al mondo
  - Rita Rabassini - Educazione siberiana
  - Paolo Bonfini - Reality
- 2014: Mauro Radaelli - Il capitale umano
  - Giancarlo Basili - Anni felici e L'intrepido
  - Marco Dentici - Salvo
  - Eugenia F. Di Napoli - Incompresa
  - Tonino Zera - Sotto una buona stella
- 2015: Dimitri Capuani - Il racconto dei racconti - Tale of Tales
  - Ludovica Ferrario - Youth - La giovinezza
  - Rita Rabassini - Il ragazzo invisibile
  - Tonino Zera - Romeo and Juliet e Soap opera
  - Paki Meduri - Noi e la Giulia
- 2016: Paki Meduri - Alaska e Suburra
  - Marco Dentici - L'attesa
  - Maurizio Sabatini - La corrispondenza
  - Massimiliano Sturiale - Lo chiamavano Jeeg Robot
  - Tonino Zera - La pazza gioia
- 2017: Marco Dentici - Fai bei sogni e Sicilian Ghost Story
  - Giancarlo Basili - La tenerezza
  - Dimitri Capuani - I figli della notte
  - Marina Pinzuti Ansolini - Piccoli crimini coniugali
  - Alessandro Vannucci - Smetto quando voglio - Masterclass
- 2018: Dimitri Capuani - Dogman
  - Giorgio Barullo - Dove non ho mai abitato
  - Emita Frigato - Lazzaro felice
  - Ivana Gargiulo - Napoli velata
  - Rita Rabassini - Il ragazzo invisibile - Seconda generazione
- 2019: Carmine Guarino - Il vizio della speranza
  - Giancarlo Muselli - Capri-Revolution
  - Dimitri Capuani - Favola
  - Daniele Frabetti - La paranza dei bambini
  - Tonino Zera - Moschettieri del re - La penultima missione

### Anni 2020-2029
- 2020: Dimitri Capuani – Pinocchio
  - Emita Frigato e Paola Peraro - Favolacce
  - Giuliano Pannuti – Il signor Diavolo
  - Luca Servino – Martin Eden
  - Tonino Zera – L'uomo del labirinto
- 2021[1][2]:Tonino Zera - L'incredibile storia dell'Isola delle Rose
  - Giada Calabria - Gli indifferenti
  - Marcello Di Carlo - Il mio corpo vi seppellirà
  - Emita Frigato - Le sorelle Macaluso
  - Maurizio Sabatini - La vita davanti a sé
- 2022: Massimiliano Sturiale – Freaks Out e Il materiale emotivo
  - Isabella Angelini - L'ombra del giorno
  - Carmine Guarino - È stata la mano di Dio
  - Noemi Marchica - Diabolik
  - Giancarlo Muselli, Carlo Rescigno - Qui rido io
- 2023:  Tonino Zera - L'ombra di Caravaggio, Mixed by Erry
  - Andrea Castorina - Rapito
  - Dimitri Capuani - Siccità
  - Rita Rabassini - Il ritorno di Casanova
  - Alessandro Vannucci - Il sol dell'avvenire
- 2024:  Laura Pozzaglio - Finalmente l'alba
  - Dimitri Capuani - Io capitano
  - Carmine Guarino - Comandante
  - Paki Meduri - Adagio
  - Massimiliano Nocente - Enea
- 2025: Tonino Zera – Hey Joe
  - Andrea Castorina – La città proibita
  - Paola Comencini – Il tempo che ci vuole
  - Carmine Guarino – Fuori e Parthenope
  - Rita Rabassini – Napoli - New York